# Missione di Francia
La prelatura territoriale della Missione di Francia o di Pontigny (in latino Praelatura Territorialis Missionis Galliae seu Pontiniacensis) è una sede della Chiesa cattolica in Francia suffraganea dell'arcidiocesi di Digione. Nel 2023 contava 760 battezzati. È retta dal vescovo Dominique Marie Joseph Blanchet, Ist. del Prado.

## Territorio
La prelatura territoriale non ha in realtà alcun territorio. Estende la sua giurisdizione ai sacerdoti e ai laici della Communauté Mission de France, presente in varie diocesi francesi e anche all'estero.
La cattedrale prelatizia è l'abbazia dell'Assunzione di Maria Vergine a Pontigny.

## Storia
A partire dagli anni trenta  del XX secolo la Chiesa francese prese coscienza della scristianizzazione degli ambienti operai e rurali e così, il 24 luglio 1941, il cardinale Emmanuel Célestin Suhard istituì la Missione di Francia (in francese Mission de France) per "abbattere il muro" che separava la Chiesa da parte della società. Fedele a questo spirito di incontro e dialogo con coloro che non condividevano la fede cristiana, preti e laici formarono la Communauté Mission de France, presente in varie diocesi francesi e anche all'estero. Seguendo il pensiero di santa Teresa di Lisieux, Suhard nel 1940 aveva scritto: "Sento che parte della missione della santa è da compiere". Il seminario della missione di Francia, da lui fondato il 24 luglio 1941, si trasferì a Lisieux nell'ottobre del 1942 ed era destinato alla formazione dei sacerdoti che volevano dedicarsi all'apostolato tra i lavoratori. Ne fu nominato rettore il padre sulpiziano Louis Augros. La consapevolezza del cardinale venne rafforzata in particolare durante l'attuazione del Service du travail obligatoire da parte del Governo di Vichy.
Molti sacerdoti della missione di Francia, desiderosi di condividere la vita degli operai del loro tempo, diventarono preti operai. Nel 1954 la Chiesa proibì loro di continuare la loro attività professionale perché molti si erano impegnati nei sindacati e, politicamente, si schieravano al fianco dei loro compagni di lavoro nei partiti di sinistra. Il seminario della missione di Francia rischiò la chiusura.
Il 15 agosto 1954 papa Pio XII concesse alla missione di Francia lo status di prelatura territoriale con la bolla Omnium ecclesiarum. Questo si tradusse in un'organizzazione simile a quella di una diocesi classica, con un vescovo (prelato) della missione di Francia, e una sede situata a Pontigny, nel dipartimento della Yonne. I sacerdoti che vi si formano rimangono nella comunità della missione di Francia e vengono inviati principalmente nelle regioni scristianizzate e con pochi credenti. Dalla sua creazione nel 1954 alla riforma delle province ecclesiastiche francesi nel 2002, la prelatura era annessa alla provincia ecclesiastica di Sens. Con la riforma entrò a fare parte della provincia ecclesiastica di Digione.
Diversi preti operai si impegnarono per l'indipendenza dell'Algeria a partire dal 1954, in particolare attraverso la creazione del Comitato di resistenza spirituale. Alcuni di essi furono Jean Urvoas, Louis Augros, Joseph Kerlan, Pierre Mamet, Bernard Boudouresques e Robert Davezies. Diversi ospitarono attivisti del Fronte di Liberazione Nazionale. La squadra del Souk-Ahras fu oggetto di un decreto di espulsione. Diversi sacerdoti ebbero problemi con l'autorità militare e alcuni furono arrestati e imprigionati. Il seminario e un gran numero di squadre vennero perquisite. Nel 1958, con l'approvazione del vescovo della prelatura Achille Liénart, la missione pubblicò una dichiarazione. Dopo l'indipendenza, la missione mantenne numerosi collegamenti con l'Algeria.
L'esperienza della missione ebbe un suo momento di grande notorietà negli anni immediatamente precedenti il Concilio Vaticano II, quando il modello di evangelizzazione che la missione proponeva fu uno dei tentativi di incontro tra Chiesa e mondo del lavoro. Ad essa si ispirò anche il movimento dei preti operai, che, sospeso negli anni cinquanta, fu promosso di nuovo dopo il Concilio. Infatti, nel 1965, papa Paolo VI autorizzò nuovamente i sacerdoti a lavorare nei cantieri e nelle fabbriche. Nel 1976, i preti-operai attivi in Francia erano circa 800.
Nel 1980 i vescovi francesi stabilirono tre orientamenti per la missione:
- essere presente tra coloro che sono lontani dalla Chiesa;
- ricercare l'intelligenza e l'espressione della fede cristiana;
- promuovere la comunione ecclesiale.

Dal 1996 al 2024 la prelatura territoriale fu affidata all'arcivescovo di Sens.
Nel 2002 venne creata la comunità missione di Francia che riunisce sacerdoti, diaconi e per la prima volta laici che erano stati a lungo associati alle azioni e alle istituzioni della missione di Francia. Da quel momento in poi, i laici furono coinvolti nell'opera della missione di Francia formando équipe della comunità missione di Francia.
Nel 2008 la missione di Francia espresse, in un bollettino, le sue riserve sull'enciclica Humanae Vitae, a 40 anni dalla sua pubblicazione, chiedendo "una maggiore fiducia da parte dei responsabili della [loro] Chiesa nei confronti delle coppie".

## Cronotassi dei vescovi
Si omettono i periodi di sede vacante non superiori ai 2 anni o non storicamente accertati.
- Achille Liénart † (13 novembre 1954 - 30 novembre 1964 dimesso)
- Gabriel Auguste François Marty † (22 febbraio 1965 - 15 luglio 1968 dimesso)
- Henri Marie Charles Gufflet † (15 luglio 1968 - 22 febbraio 1973 dimesso)
- André Gustave Bossuyt † (3 aprile 1974 - 30 luglio 1974 deceduto)
- Gabriel Auguste François Marty † (6 maggio 1975 - 25 novembre 1975 dimesso) (per la seconda volta)
- Roger Marie Élie Etchegaray † (25 novembre 1975 - 23 aprile 1982 dimesso)
- Albert Florent Augustin Decourtray † (23 aprile 1982 - 1º ottobre 1988 dimesso)
- André Jean René Lacrampe, Ist. del Prado † (1º ottobre 1988 - 5 gennaio 1995 nominato vescovo di Ajaccio)
- Georges Edmond Robert Gilson † (2 agosto 1996 - 31 dicembre 2004 ritirato)
- Yves François Patenôtre (31 dicembre 2004 succeduto - 5 marzo 2015 ritirato)
- Hervé Jean Robert Giraud (5 marzo 2015 - 21 maggio 2025 dimesso)
- Dominique Marie Joseph Blanchet, Ist. del Prado, dal 21 maggio 2025

## Statistiche
La prelatura nel 2023 contava 760 battezzati.
| anno | popolazione | popolazione | popolazione | presbiteri | presbiteri | presbiteri | presbiteri                | diaconi | religiosi | religiosi | parrocchie |
| anno | battezzati  | totale      | %           | numero     | secolari   | regolari   | battezzati per presbitero | diaconi | uomini    | donne     | parrocchie |
| ---- | ----------- | ----------- | ----------- | ---------- | ---------- | ---------- | ------------------------- | ------- | --------- | --------- | ---------- |
| 1990 | ?           | ?           | ?           | 1          | 1          |            | 0                         | 1       |           |           | 1          |
| 1999 | 850         | ?           | ?           | 2          | 2          |            | 425                       | 4       |           |           |            |
| 2000 | 850         | ?           | ?           | 1          | 1          |            | 850                       | 5       |           |           |            |
| 2001 | 840         | ?           | ?           | 1          | 1          |            | 840                       | 5       |           |           |            |
| 2002 | 840         | ?           | ?           | 1          | 1          |            | 840                       | 5       |           |           |            |
| 2003 | 800         | ?           | ?           | 1          | 1          |            | 800                       | 6       |           |           |            |
| 2004 | 800         | ?           | ?           |            |            |            |                           | 7       |           |           |            |
| 2013 | 850         | ?           | ?           | 1          | 1          |            | 850                       | 14      |           |           | 1          |
| 2016 | 760         | ?           | ?           | 2          | 2          |            | 380                       | 15      |           |           | 1          |
| 2019 | 760         | ?           | ?           | 2          | 2          |            | 380                       | 15      |           |           | 1          |
| 2021 | 760         | ?           | ?           | 2          | 2          |            | 380                       | 15      |           |           | 1          |
| 2023 | 760         | ?           | ?           | 2          | 2          |            | 380                       | 15      |           |           | 1          |

## Istituzioni omonime
La chiesa della Mission de France, a Marsiglia, è nota con questo nome dal XVII secolo, perché è stata la chiesa di un seminario dei padri lazzaristi, noto come seminario maggiore o seminario della missione di Francia per distinguerlo da un'altra missione dei sacerdoti provenzali (i lazzaristi infatti provenivano da Parigi). La strada adiacente è anche chiamata rue de la Mission de France.